# آنا ماريا نيماير
آنا ماريا نيماير (بالإنجليزية: Anna Maria Niemeyer)‏‏ (16 ديسمبر 1929 في ريو دي جانيرو - 6 يونيو 2012 في ريو دي جانيرو) مهندسة معمارية، ومصممة أثاث من البرازيل. هي ابنة المعماري البرازيلي أوسكار نيماير، أحد أكبر مهندسي القرن العشرين، حيث عملت معه على تصميم المباني المدنية في برازيليا، مع التركيز بشكل أساسي على المساحات الداخلية والديكور. عندما قرر والدها الاتجاه إلى صناعة الأثاث لمُوائمة بنيته مع عناصر التصميم، حولت اهتمامها إلى تصميم الأثاث. وكان تصميمها الأكثر شهرة هما النموذج الأولي المُسمى ألتا وريو. وفي مسيرتها المهنية اللاحقة، أدارت معرضًا فنيًا في ريو، والذي كان في وقت ما المعرض الوحيد في المدينة، وساعدت في إنشاء متحف نيتيروي للفن المعاصر.